# Im Schatten der Eule
Im Schatten der Eule (englisch: Brendon Chase) ist eine britische Kinder- und Jugendfernsehserie, die im Jahr 1980 vom britischen Fernsehen und der RM Productions hergestellt wurde. Die Serie entstand nach der Buchvorlage von B.B. und spielt in England, Mitte der 1920er Jahre. Regie zur Serie führte David Cobham. In Deutschland wurde die Fernsehreihe erstmals 1982 im Ersten Deutschen Fernsehen ausgestrahlt.

## Handlung
Die drei Hensman-Brüder Robin, John und Harold leben bei ihrer Tante Ellen in Dower-House, einem alten Witwensitz eines Adelsgeschlechtes, der in der Ortschaft Cherry Walden liegt. Der Vater der Jungen – 12, 14 und 16 Jahre alt – arbeitet in einer der zahlreichen britischen Überseekolonien. Glücklich sind die Jungen nicht; ihre Tante Ellen ist streng und zeigt wenig Verständnis für sie. Gegen Ende der Osterferien macht sich Trübsal bei ihnen breit. Die Aussicht, wieder nach Banchester an die Schule zurückkehren zu müssen, gefällt den Brüdern gar nicht. Stattdessen fassen sie den Plan, in den 15 Meilen entfernt gelegenen Wald „Brendon Chase“ zu gehen. Der älteste der Hensman-Brüder, Robin, schlägt vor, dort ein Leben nach ihren eigenen Regeln zu führen. Von der Idee begeistert brechen zunächst John und Robin bei Nacht und Nebel auf und tauchen im Brendon Chase unter. Ihren jüngeren Brüder Harold, der wegen einer Erkrankung vorerst in Dower-House bleiben musste, holen sie später nach.
In dem 11000 Morgen großen Forst (ca. 2750 Hektar), finden sie in einer uralten hohlen Eiche Unterschlupf. Voller Enthusiasmus stürzen sich die Brüder in ihr Leben als Vogelfreie, wie sie sich selbst nennen. Um im Wald überleben zu können, müssen sie jagen, fischen, Beeren sammeln, Fallen stellen und Vorräte anlegen. Allmählich lernen sie die Gesetze des Waldes kennen und finden sich in ihrer Umgebung immer besser zurecht. Sie fertigen Kleidung aus erlegten Tieren, die sie mit Hilfe einer gestohlenen Flinte schießen konnten, und entwickeln sich zu kräftigen und gesunden jungen Waldmenschen. Ab und zu trauen sie sich in die nahegelegene Stadt, was für Harold beinahe mit der Ergreifung endet. Ständig müssen sie auf der Hut sein vor dem Polizisten Sergeant Bunting, der fieberhaft nach den drei Entlaufenen fahndet. Auch die britische Boulevardpresse wittert eine große Story und hängt sich, von Sensationsgier getrieben, an jede Spur der Jungen.
Schlussendlich wird sogar ein Kopfgeld in Höhe von 50 Pfund auf die Brüder ausgesetzt.
Natürlich macht auch Tante Ellen sich größte Sorgen, aber aller Einsatz ist umsonst, die Hensman-Brüder können immer wieder ihre Verfolger abschütteln und so monatelang unbehelligt im Brendon Chase leben. Der alte Köhler Smokie Joe, der als Einsiedler am Waldrand in einer kleinen Hütte lebt, wird ihr Freund. Als Smokie Joe einen schweren Unfall erleidet und sogar in Lebensgefahr schwebt, ist das Spiel für die Jungen aus. Um ihren Freund zu retten, müssen sie sich aus ihrem Versteck wagen. Inzwischen ist auch Mister Hensman, von Tante Ellen alarmiert, wieder im Lande. Smokie Joe können sie retten, aber ihr Leben im Wald ist damit beendet.

## Synchronsprecher
Die Deutsche Bearbeitung erfolgte bei der Beta-Technik Gesellschaft für Filmbearbeitung mbH in München. Das Dialogbuch schrieb Ivar Combrinck, der auch die Dialogregie führte und den Erzähler sprach.
| Rolle             | Schauspieler        | Synchronsprecher |
| ----------------- | ------------------- | ---------------- |
| Robin Hensman     | Craig McFarlane     | Udo Wachtveitl   |
| John Hensman      | Howard Taylor       | Martin Halm      |
| Harold Hensman    | Paul Erangey        | Marc Stachel     |
| Ellen Hensman     | Rosalie Crutchley   | Tilly Lauenstein |
| Smokie Joe        | Paul Curran         | Erik Jelde       |
| Vikar Whiting     | Christopher Biggins | Horst Sachtleben |
| Sergeant Bunting  | Michael Robbins     | Horst Naumann    |
| Beatrice Holcolme | Hilary Mason        | Alice Franz      |
| Erzähler          |                     | Ivar Combrinck   |

## Episoden
1. Die Flucht
2. Das Versteck
3. Rasende Reporter
4. Die Jagd
5. Schwein gehabt
6. Päng
7. Um Haaresbreite
8. Ein heißer Tag
9. Das Picknick
10. Die Verbündeten
11. Der mächtige Caliban
12. Das Unwetter
13. Die Rückkehr

## Sonstiges
Der Darsteller Paul Erangey verstarb im Jahre 2004 im Alter von nur 37 Jahren. Als Drehorte für die Produktion dienten New Forest, Portchester, Hampshire.
BB benannte den ältesten der Hensman Brüder nach seinem eigenen Sohn Robin, der im Alter von sieben Jahren starb. Die Kameradschaft der drei Brüder stellte er besonders heraus. Er selbst hatte in seiner Jugend nie so etwas erfahren dürfen.